# Girello (attrezzo)

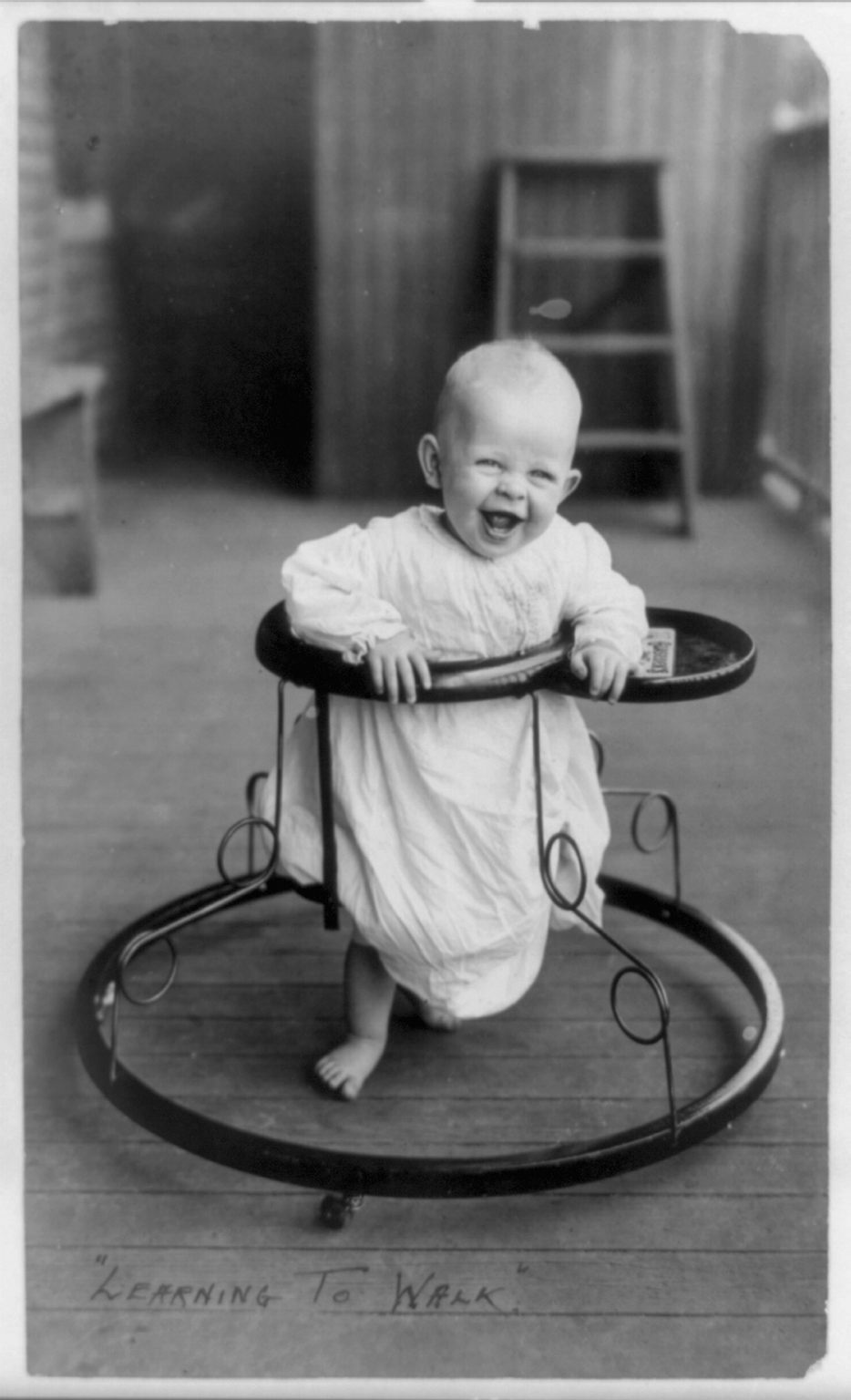
Bambino in un girello nel 1905

Il girello è un dispositivo che può essere usato da un bambino, non ancora capace di camminare da solo, per muovere i primi passi e spostarsi da un luogo all'altro in posizione seduta, spingendosi con i piedi.
L'attrezzo è costituito da una struttura rigida posta su ruote e una seduta che consente al bambino di spingersi.

## Storia

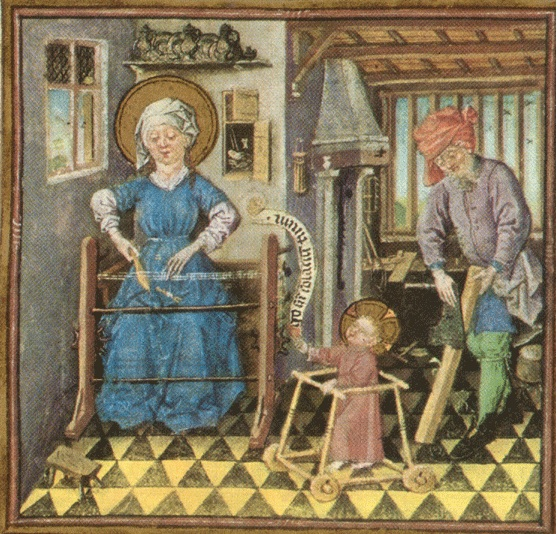
Gesù in un girello, nel Libro delle Ore di Caterina di Cleves (circa 1440)

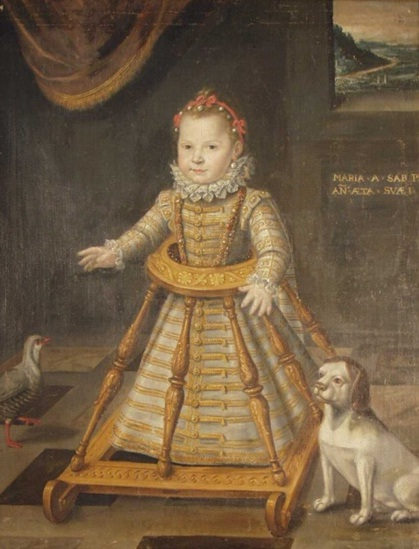
Cerchia di Giovanni Caraccia, Ritratto di Maria Apollonia di Savoia (olio su tela, circa 1595, Palazzina di caccia di Stupinigi)

Il girello è utilizzato in Europa già dal XV secolo: una miniatura presente nel Libro delle Ore di Caterina di Clèves, manoscritto olandese di tale epoca, raffigura infatti il Bambino Gesù in un girello di legno.
Il girello potrebbe essere l'evoluzione dei tradizionali sostegni rigidi fatti di legno o di vimini intrecciati nei quali le madri sistemavano i bambini che avevano appena imparato a camminare per poterli tenere accanto durante il lavoro nei campi.
Un altro tipo di girello era costituito da un anello di legno imbottito, posto all'altezza della vita del bambino e legato a un'asta fissata al pavimento e al soffitto: il bambino era in grado di muoversi in cerchio attorno all'asta, ma era impedito a raggiungere luoghi pericolosi.

## Critiche
Sebbene molti genitori ritengano che il girello possa insegnare al bambino a camminare più velocemente, gli studi scientifici hanno invece dimostrato il contrario. L'uso del girello può in realtà ritardare la deambulazione anche di due o tre settimane rispetto ad un bambino che non ne fa uso: per ogni 24 ore trascorse in un girello (per esempio, un'ora al giorno per 24 giorni), il bambino impara a camminare con un ritardo di tre giorni e a stare in piedi quattro giorni più tardi di quanto avrebbero fatto in maniera naturale senza il girello.
L'uso del girello può privare il bambino di importanti esperienze per il suo sviluppo neuromotorio quali il gattonamento e la graduale acquisizione delle posture seduta ed eretta, portandolo ad assumere posizioni inadatte alla sua età ed costringendolo ad imparare a camminare da seduto, usando la punta dei piedi e spingendo in avanti la pancia, in una posizione innaturale. Inoltre il bambino nel girello non può guardarsi i piedini e sperimentare qualche piccola caduta che lo porti a sviluppare il senso dell'equilibrio e della prudenza nel muoversi.

## Problemi di sicurezza
L'uso scorretto del girello può provocare diverse tipologie di lesioni, causate da spintoni violenti da parte dei genitori, ribaltamenti, scivoloni sul pavimento bagnato, inciampamento, o cadute dalle scale (in questo caso con effetti peggiori di quelle tipiche della caduta dalle scale).  Inoltre, il girello permette al bambino di raggiungere autonomamente anche aree dove altrimenti non potrebbe arrivare, tra cui piscine, vasche da bagno e cucine, dove può essere a rischio di ustioni a causa dei fornelli.
Diversi enti ed organizzazioni, tra cui la Commissione statunitense per la sicurezza dei prodotti per consumatori, l'Accademia americana dei pediatri, Kids In Danger e altri, hanno lanciato campagne di sensibilizzazione rivolte ai genitori per scoraggiare l'uso del girello per i loro bambini. L'educazione dei genitori in un ambiente medico riduce la loro disponibilità ad utilizzare questi dispositivi.
Negli Stati Uniti le lesioni legate ai girelli sono scese da circa 21.000 nel 1990 a circa 3.200 nel 2003, grazie alla pubblicità sulla loro pericolosità e al miglioramento volontario della sicurezza da parte dei produttori. Ciò nonostante, almeno otto bambini sono morti per tali lesioni tra il 2004 e il 2008. Le lesioni annuali sono diminuite di un ulteriore 23% dopo l'entrata in vigore nel 2010 di standard di sicurezza obbligatori per la produzione e il collaudo di tali dispositivi, emanati dalla Consumer Product Safety Commission degli Stati Uniti, che comprendono l'uso di freni per prevenire la caduta delle scale.
Nel 2004 il Canada è diventato il primo paese al mondo a vietare l'importazione, la pubblicità e la vendita dei girelli, compresi quelli di seconda mano (anche se modificati per togliere le rotelle) venduti tra privati o nei mercati delle pulci. I proprietari di girelli possono essere multati fino a 100.000 dollari canadesi o condannati fino a sei mesi di carcere. La decisione canadese di mettere al bando tali dispositivi è scaturita dall'analisi scientifica dei dati raccolti dal CHIRPP (Canadian Hospital Injury Reporting and Prevention Program) che ha evidenziato che tra aprile 1990 e aprile 2002 si sono riscontrate 1.935 lesioni causate dall'uso di girelli nei 16 ospedali monitorati.

## Alternative

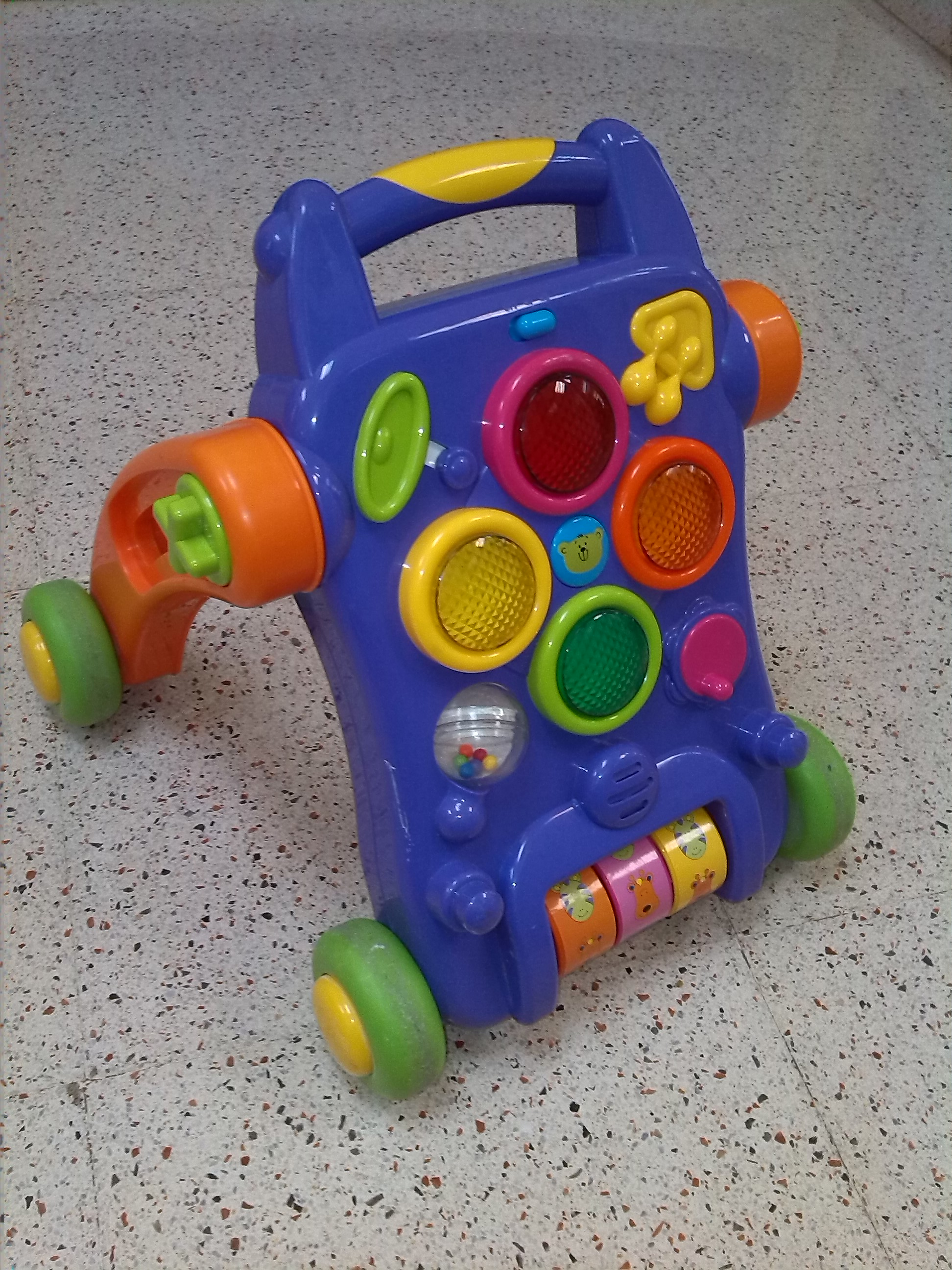
Un deambulatore-giocattolo

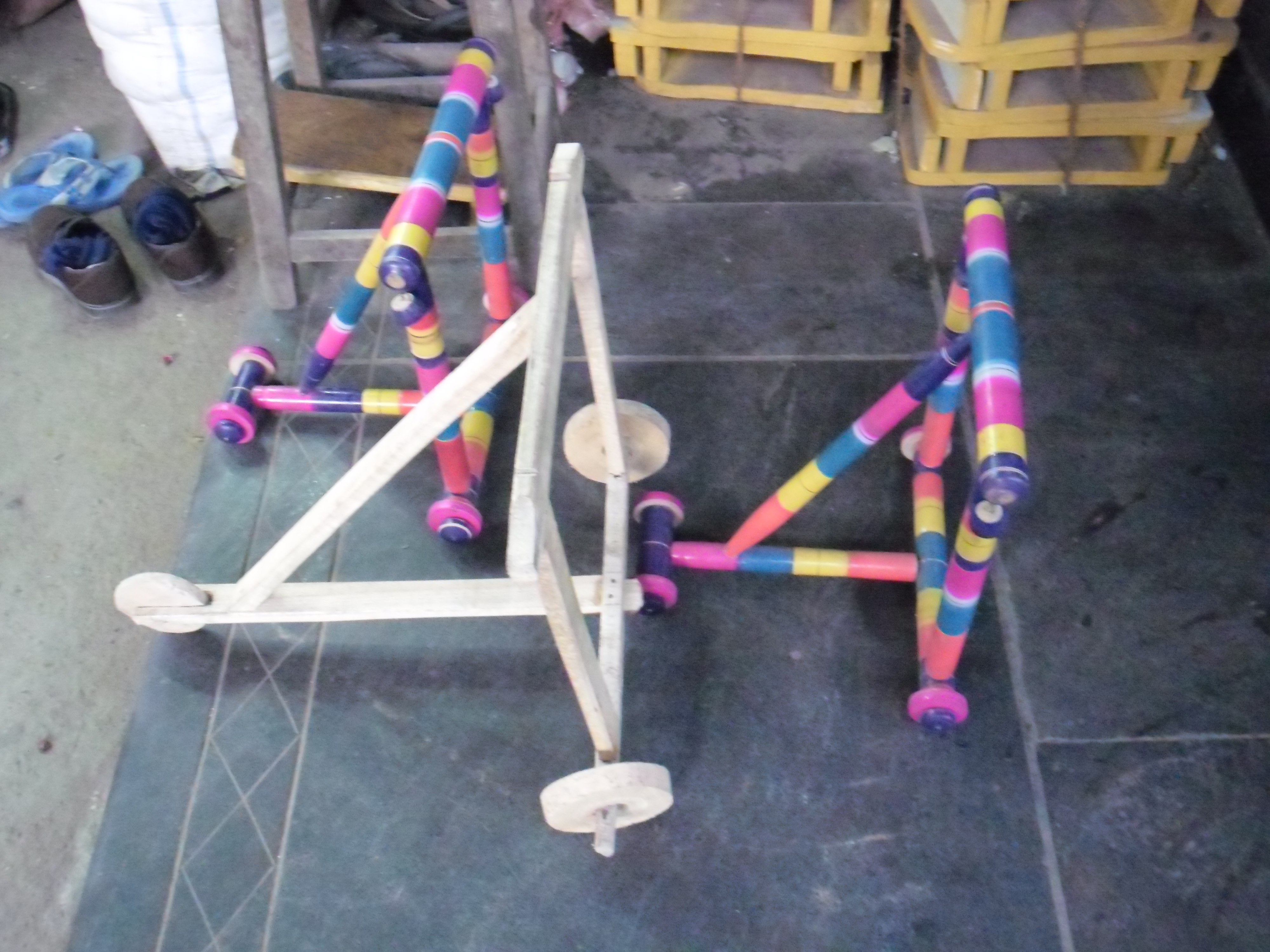
Deambulatori per bambini

I girelli assistiti dai genitori sono stati sviluppati come alternativa ai girelli tradizionali. Questi tipi di girelli sono molto diversi dai girelli tradizionali in quanto non hanno ruote e richiedono l'assistenza completa dei genitori durante l'uso. Il design dei moderni girelli assistiti dai genitori è simile alle corde o bretelle, in quanto il bambino è sospeso in posizione verticale dalle cinghie mentre impara a camminare. Il girello-assistito offre un metodo più sicuro per insegnare al bambino a camminare, rispetto ai girelli tradizionali che possono essere incustoditi durante l'uso.
Esistono anche giochi (baby jumpers), molto simili ai girelli, ma senza ruote. I baby jumpers lavorano sulla forza delle gambe del bambino che si spingono o saltano da terra: di conseguenza, il bambino non è in grado di spostarsi in luoghi pericolosi.
Alcuni giocattoli con ruote sono stati progettati per i bambini più piccoli, i quali possono aggrapparsi ad essi mentre camminano, in maniera simile ai deambulatori per anziani.